# Stig Larsson (generaldirektör)
Lars Stig Mauritz Larsson, född 20 oktober 1931, död 24 juli 2020 i Grödinge distrikt, Stockholms län, var en svensk generaldirektör och koncernchef för Statens Järnvägar (SJ) 1988–1998.

## Biografi
Stig Larsson läste till civilingenjör vid Chalmers fram till 1960 då hans bana inom Ericsson tog vid. Han var bland annat drivande i utvecklingen av AXE och vd för Ericsson Information Systems AB 1985–1988. Larsson utsågs till generaldirektör för SJ 1988 och ledde omorganiseringen av SJ från ett statligt verk till ett statligt ägt företag med tyngdpunkten lagd till järnvägen.
Larsson var sedan 1986 ledamot av Ingenjörsvetenskapsakademien och promoverades 1996 till teknologie hedersdoktor vid Chalmers tekniska högskola.